# Histoire des bibliothèques
L'histoire des bibliothèques commence avec les premiers efforts d'organisation des collections de documents. Les sujets d'intérêt incluent l'accessibilité de la collection, l'acquisition de matériaux, les outils de classification et de recherche, le commerce du livre, l'influence des propriétés physiques des différents matériaux d'écriture, le rôle dans l'éducation, les taux d'alphabétisation, les budgets, le personnel, les bibliothèques pour les publics ciblés, l'architecture, les modes d'utilisation et le rôle des bibliothèques dans le patrimoine culturel d'une nation, ainsi que le rôle du gouvernement, de l'église ou du parrainage privé.
À partir des années 1960, l'informatisation et la numérisation sont apparues et transforment de nombreux aspects des bibliothèques.
L'histoire des bibliothèques est un sous-domaine de la bibliothéconomie et de l'histoire.

## Antiquité
Les premières véritables bibliothèques apparaissent en Mésopotamie pour recueillir des tablettes d’argiles puis en Égypte pour des rouleaux papyrus. Elles ont pour rôle le stockage des textes et s’étendent avec la diffusion de l’écrit autour de la Méditerranée. Néanmoins, la quasi-totalité des textes qu’elles ont conservé ont disparu. Cette destruction a pour origine plusieurs facteurs selon Frédéric Barbier : « les incendies, les luttes civiles, les guerres extérieurs et invasions, sans oublier la simple négligence » ainsi que « le changement de support pour la copie des textes ». En effet, la copie d’un texte est fastidieuse et un tri s’effectue à chaque nouveau support, or comme les cadres de société changent, comme avec la christianisation, les textes considérés comme importants à un moment donné changent et le reste est négligé, d’autant plus que le cadre est bouleversé. L’apport d’un nouveau corpus de référence, la baisse de l’alphabétisation et du niveau de culture des sociétés sont autant de frein à la conservation d’un texte sur une nouveau support.

### La Mésopotamie

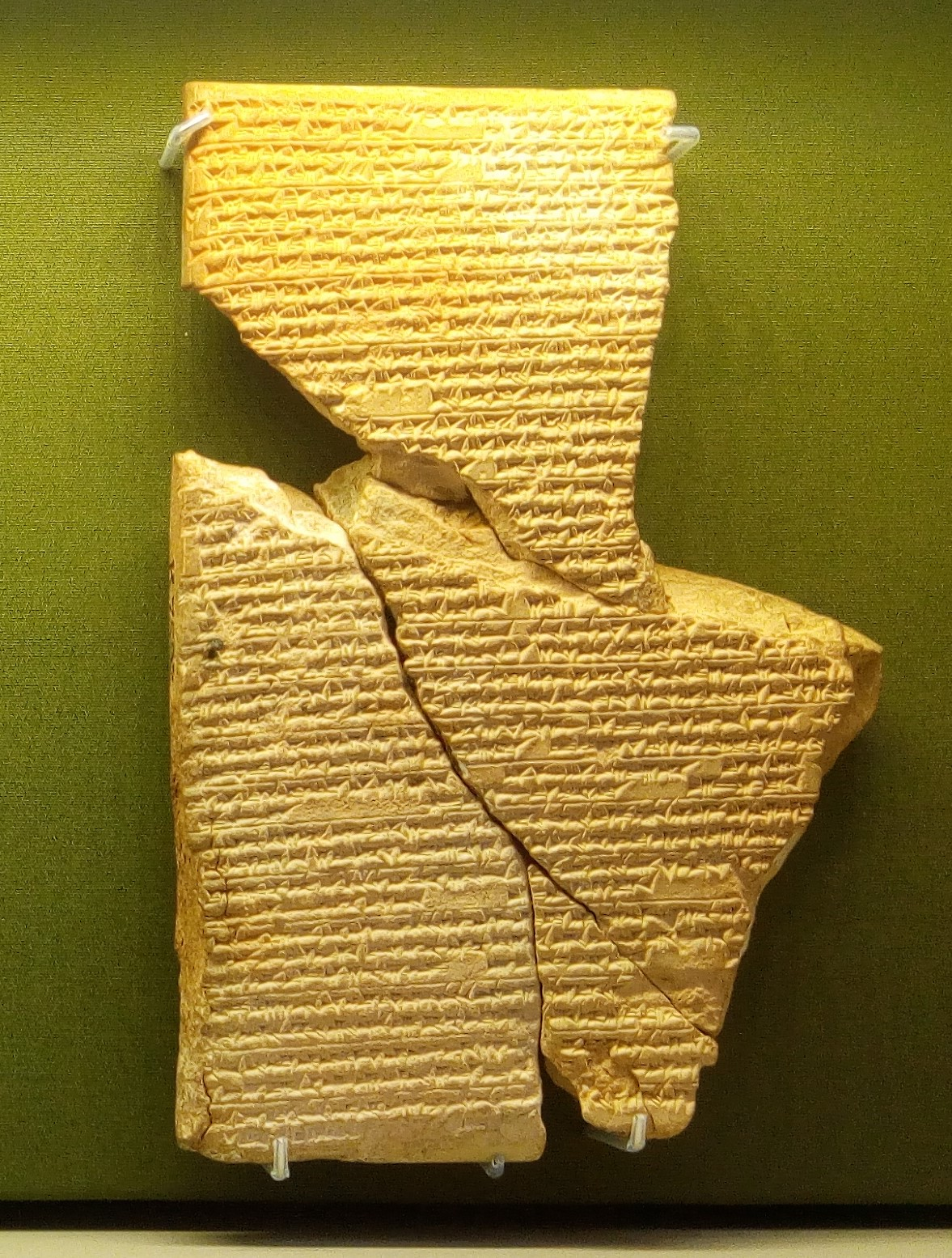
Une des tablettes de la bibliothèque d’Assurbanipal.

La Mésopotamie est le premier lieu où l’on trouve des dépôts de textes. Ces derniers ne sont pas organisés dans un cadre qui orienterait la constitution d’une collection, et il est donc difficile de les nommer « bibliothèque » à proprement parler. En effet, ces dépôts servent surtout à avoir les textes sous la main, ils sont d’une fonction pratique immédiate sans objectif à long terme.
L’écriture étant florissante dans la région — on a découvert du matériel de bibliothèque datant du IIIe millénaire avant notre ère — l’organisation des collections de textes apparaissent naturellement. Le support d’information majoritairement utilisé était la tablette d’argile que l’on stockait une fois cuite au four ou séchée au soleil.
Les premières bibliothèques connues sont de relatives petites tailles, quelques centaines de tablettes. Elles sont présentes dans les lieux de production des textes. On sait que les temples de Babylone et de Ninive disposaient de leurs propres bibliothèques alimentées notamment par des ateliers de copistes internes.
Les bibliothèques étaient également présentes dans les palais royaux qui disposaient de leurs propres ateliers de copistes. La plus importante qu’on ait découvert était celle d’Assurbanipal dans son palais de Ninive. Elle date du VIIe siècle d’avant notre ère et était riche de 20 000 tablettes et fragments. Ce sont des archéologues anglais qui les ont exhumés et cette collection est aujourd’hui au British Museum. Ces textes sont essentiellement des titres de propriété, des lettres officielles et des textes religieux, mais on y trouve aussi des ouvrages scientifiques, de mathématiques d’astronomie et de médecine. Un fait notable est que beaucoup de ces tablettes appartenaient à des séries et comportaient des estampilles de placement.
La bibliothèque du temple de Nabû à Khorsabad, découverte encore en place, est constituée d’une structure autonome en argile et en roseau qui ressemble à des niches dans un mur. Cet élément destiné à la conservation tout en garantissant l’accès au texte est accompagné de jattes, de paniers de rangement et de matériel d’écriture.

### L’Égypte

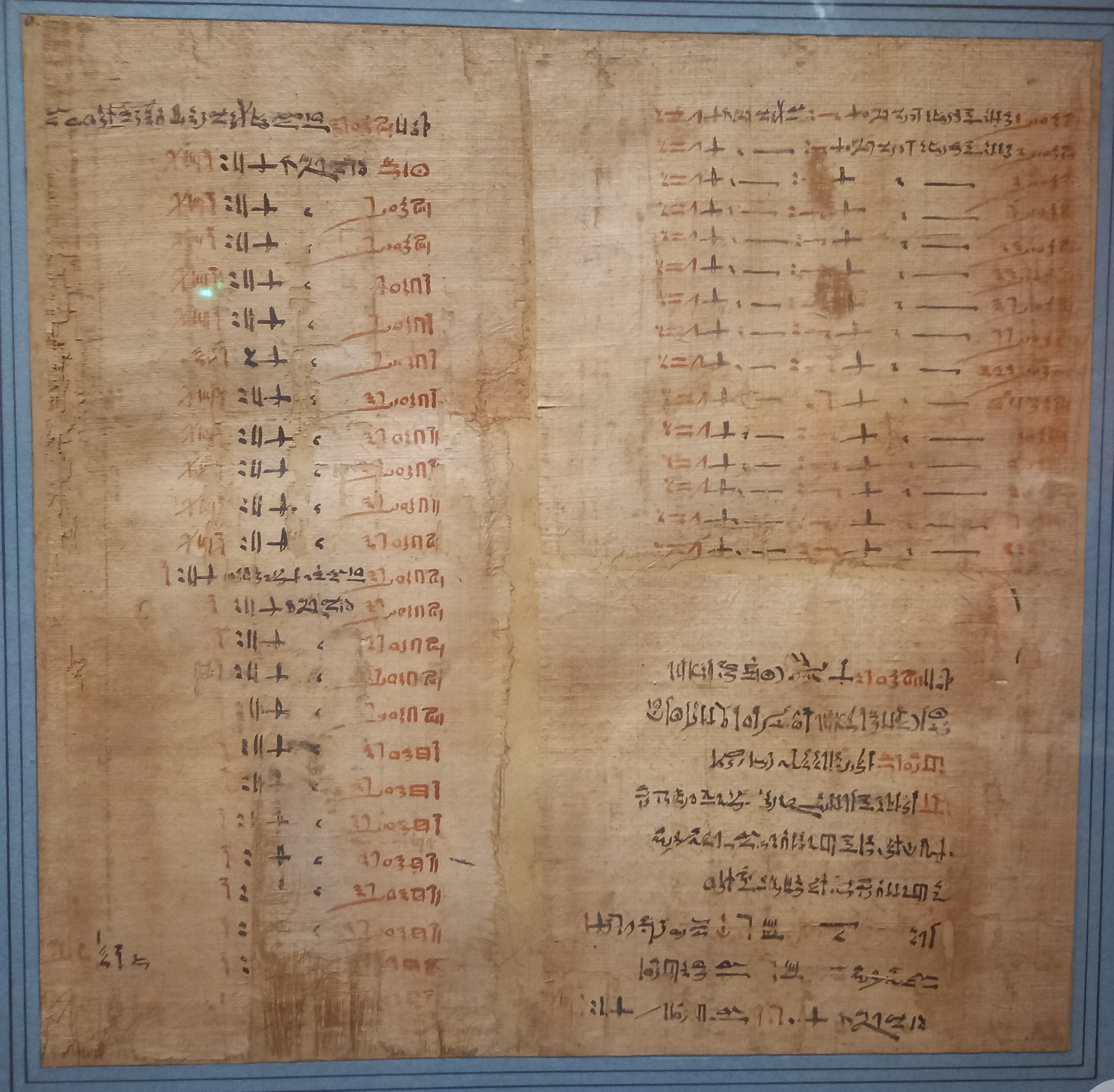
Fragment de papyrus.

Les bibliothèques égyptiennes sont issues d’un grand progrès local : les rouleaux de papyrus. D’un encombrement réduit par rapport aux tablettes d’argiles mésopotamiennes, les lieux de conservation des textes sont d’une taille bien moindre. Ils sont donc plus facile à créer et on trouve des petites bibliothèques dans les écoles, les temples et les palais.
Parmi celles identifiées, la bibliothèque de Ramsès II semble avoir été la plus importante avec une collection de 20 000 rouleaux. La bibliothèque de Karnak a été fouillée par Champollion et celle du temple de Denderah par Mariette. Celle de Thèbes a été décrite par Diodore de Sicile, on pouvait y lire « Médecine de l’Âme » sur son fronton.
La bibliothèque antique égyptienne la mieux conservée est celle d’Edfou. On peut encore y lire le catalogue des livres sacrés sur l’un de ses murs.

### La Grèce

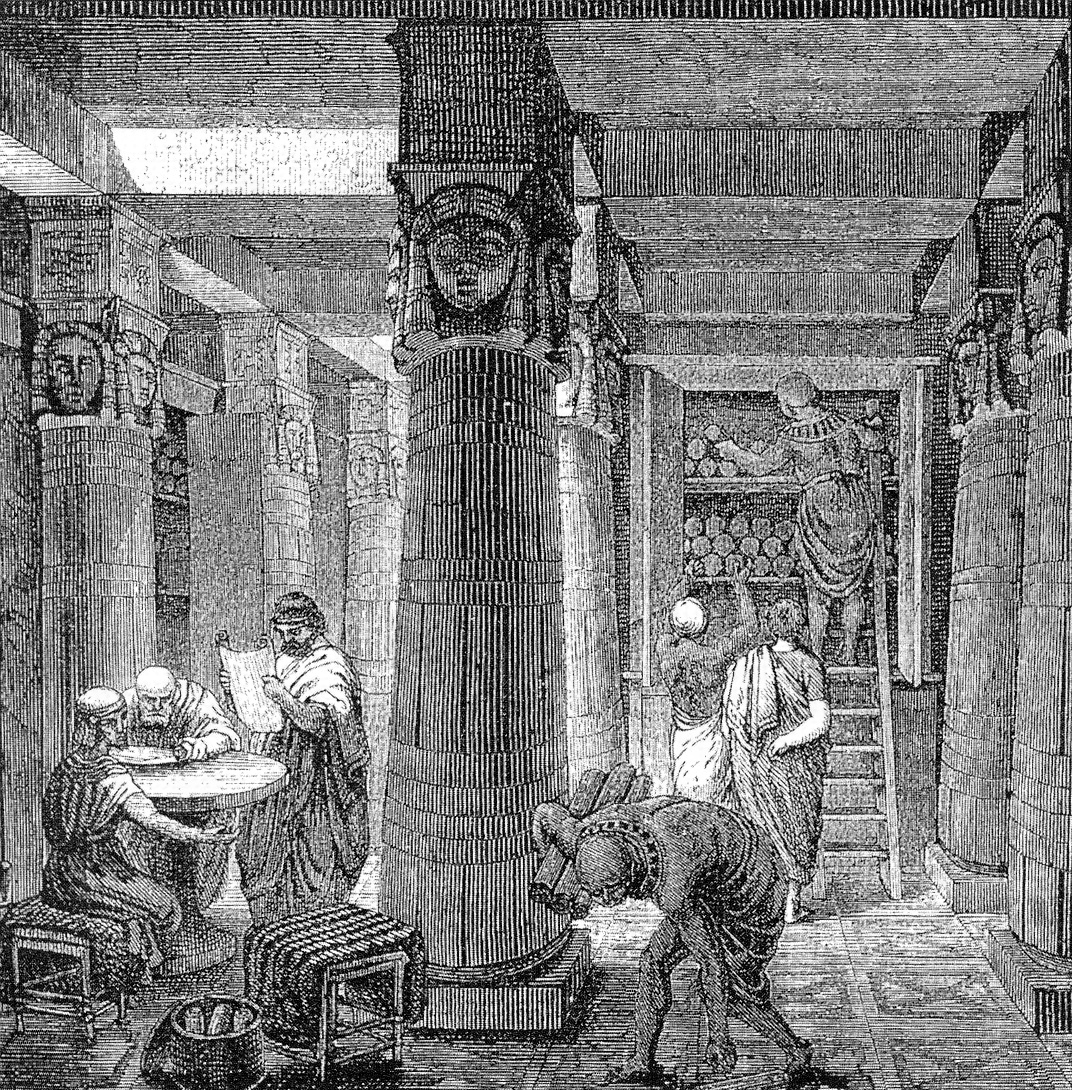
Une représentation du XIXe siècle de la bibliothèque d’Alexandrie.

Les bibliothèques grecques antiques sont surtout connues par les textes. On date la création des premières bibliothèques publiques au VIe siècle avant notre ère, par des tyrans des cités, notamment Polycrate de Samos et Pisistrate d’Athènes.
Ces bibliothèques s’étendent avec le rayonnement grec et deux bibliothèques majeures sont créées durant le IIIe siècle avant notre ère : la bibliothèque de Pergame par Eumène II, fouillée par Richard Bohn en 1885, et la bibliothèque d’Alexandrie fondée par Ptolémée Ier Soter grâce à l’influence de Démétrios de Phalère.
Cette dernière étend le concept de bibliothèque qui prend avec elle les prémices d’une « bibliothèque nationale » pour l’Égypte ptolémaïque. En effet, elle a pour but le rassemblement et la mise en valeur des trésors culturels du royaume. Les Ptolémée déployèrent de grandes ressources pour la remplir et la faire rayonner ; avec l’objectif d’y trouver une copie de tous les ouvrages grecs mais aussi une traduction des œuvres étrangères significatives. Ce rassemblement se fit par achat et aussi par contrainte, notamment en forçant les navires qui accostent à céder les documents qu’ils transportaient contre une copie. Les réflexions de bibliothécaires et des chercheurs qui y travaillaient ont établi les bases de la bibliothéconomie, de la catalographie et de la critique des textes. Le poète et bibliothécaire Callimaque y établit un catalogue raisonné de la littérature grecque en 120 volumes.

### La Rome Antique

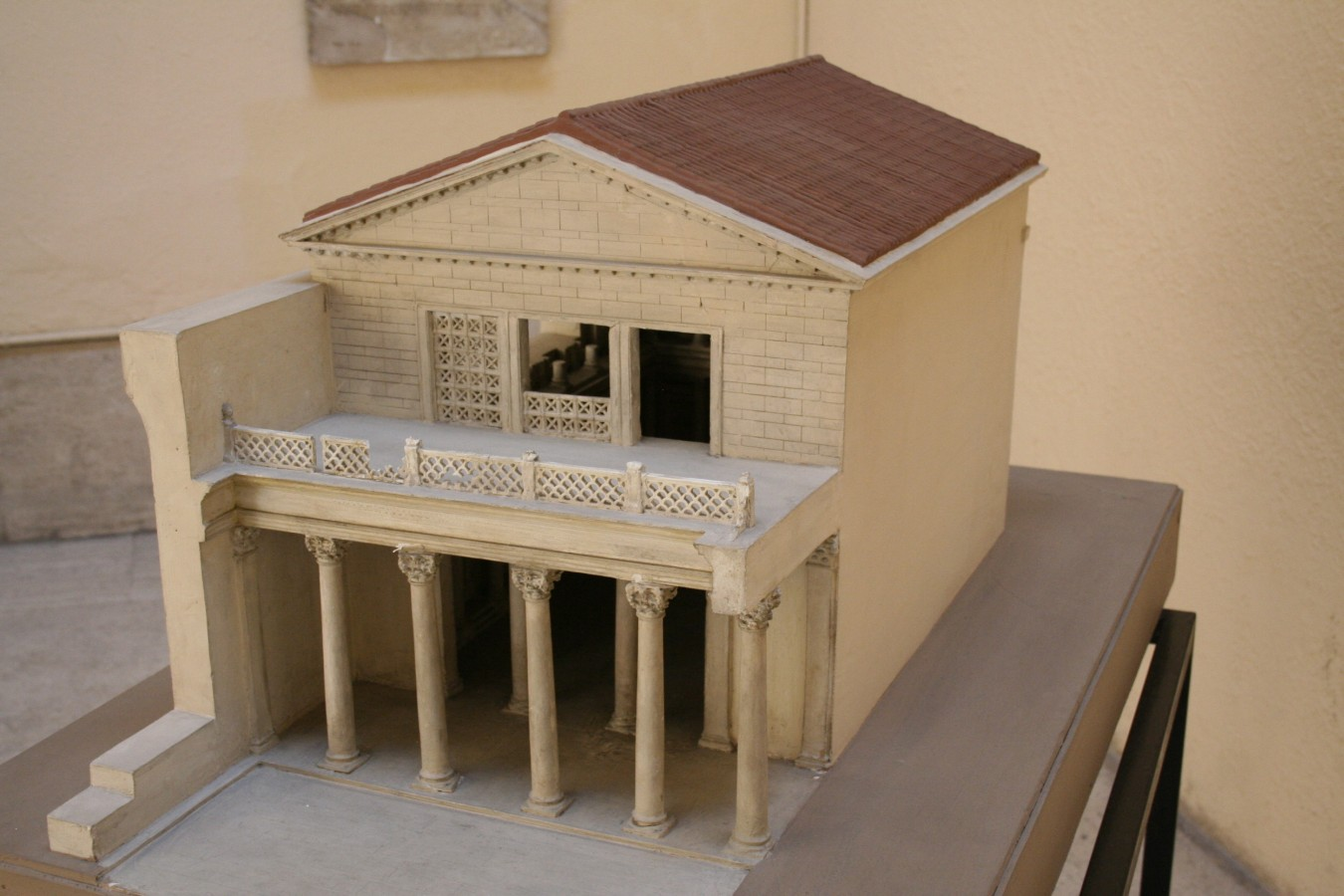
Maquette de la bibliothèque Ulpia.

Les bibliothèques de la Rome antique sont essentiellement privée jusqu’au premier siècle avant notre ère. Elles sont notamment constituées de prises de guerres lors des conquêtes romaines, comme en -168 lorsque Paul-Émile remporte la bataille de Pydna et ramène dans son butin la bibliothèque des rois de Macédoine ou en -70 lorsque Lucullus ayant vaincu Mithridate envoie à Rome la bibliothèque de Sinope.
La première bibliothèque publique romaine fut créée au premier siècle avant notre ère, après que, en -86, Sylla s’empare et envoie à Rome la bibliothèque dite d’Aristote après avoir pris Athènes. Cette collection avec celles qu’il avait déjà passent ensuite dans les mains d’Asinius Pollion qui l’ouvre au public. D’autres bibliothèques publiques s’ouvrent ensuite à la fin du siècle et jusqu’au début de notre ère. Comme la bibliothèque octavienne et la bibliothèque du Palatin, toutes les deux fondées par l’empereur Auguste, qui servirent d’exemple pour Tibère, Caligula et Trajan qui fondèrent également des bibliothèques publiques. Ce dernier mit un point d’honneur à faire un symbole de la bibliothèque Ulpia lors de sa construction. En effet, il la fit ériger en deux bâtiments de chaque côté de la colonne Trajane, un pour les auteurs latins et l’autre pour les auteurs grecs.
Cet élan de création de bibliothèques publiques se propagea ensuite pour être accessible par des groupes de citoyens ou de riches notables. Pline le Jeune créa une bibliothèque publique à Côme en 96 par exemple. Les ouvertures s’étendirent à toute la péninsule italique et dans les provinces et les colonies romaines. Elles ont un format que les fouilles, notamment à Rome, Éphèse ou Timgad, ainsi que les mentions par les auteurs de l’époque ont permis de reconstituer : « dans les dépendances des temples ou d’autres lieux publics, elles comportaient une ou plusieurs salles de lecture, ornées de statues ou de bustes représentant Minerve, les Muses ou des écrivains célèbres. Les rouleaux de papyrus étaient disposés dans des niches munies de rayonnages ou des armoires mobiles. »
Cet essor de la lecture et de la culture écrite tient du développement de l’école durant le Haut-Empire, où les manuscrits et les bibliothèques sont courants. Les consultations se font généralement sur place mais les emprunts sont possibles d’après des faits rapporté par Aulu-Gelle. Néanmoins, ces bibliothèques sont aussi soumises à la censure, on connaît ainsi des actes de censures sur les œuvres de Jules César par l’empereur Auguste mais aussi par l’empereur Julien, fondateur des bibliothèques d’Antioche et de Constantinople, qui s’acharna à détruire les textes religieux chrétiens.

### L’arrivée du parchemin et la fin des bibliothèques antiques

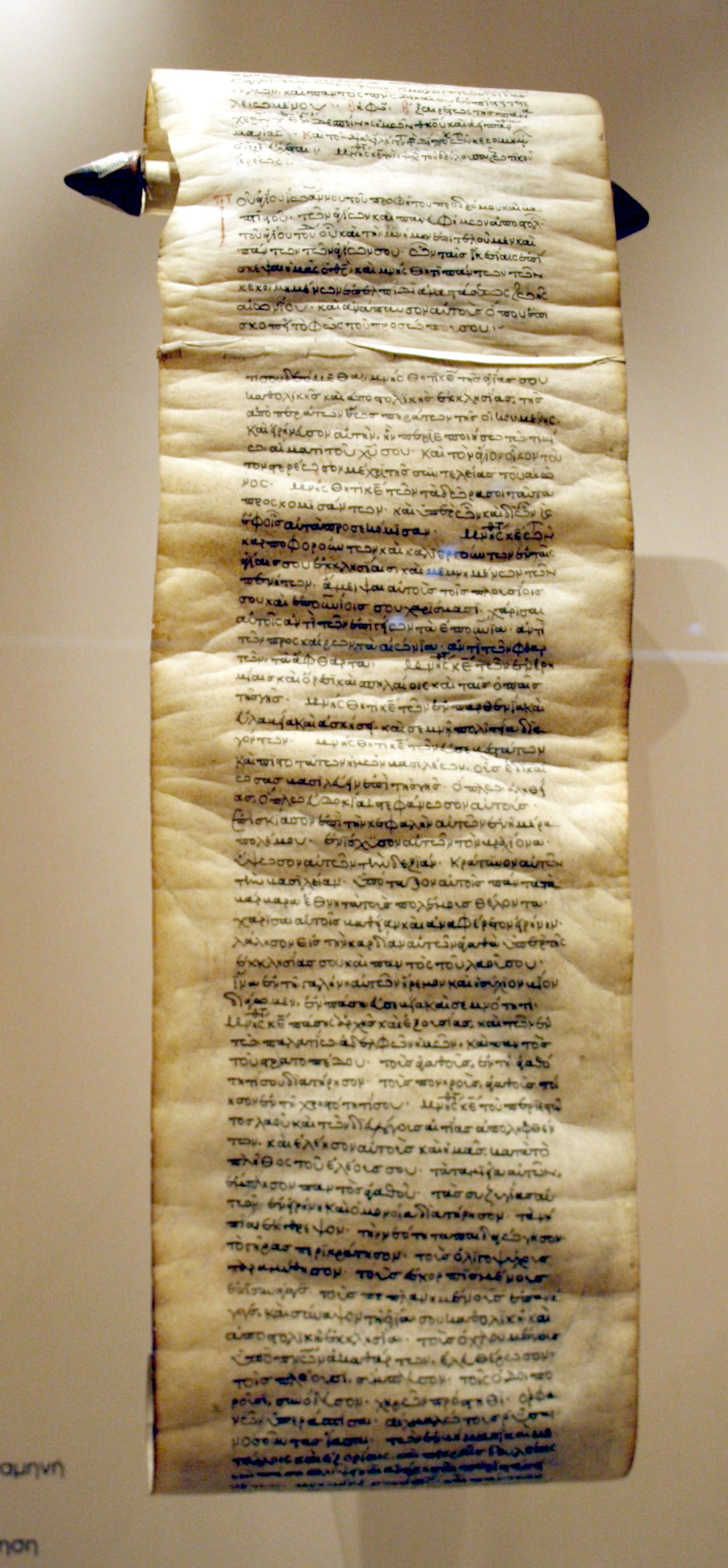
Un rouleau de parchemin datant du XIIIe siècle.

L’invention du parchemin apporte un renouveau des supports des textes et de la façon de les entreposer. Le gain est important par rapport au papyrus : plus résistant, plus facile à lire car assemblé en feuillets , il est plus durable que ce dernier et permet surtout d’écrire sur les deux faces. Son usage se généralise au IIIe siècle au détriment du papyrus qui décline en même temps que les grandes bibliothèques antiques.
Au cours des IVe et Ve siècles, la plupart des grandes bibliothèques européennes sont détruites du fait des guerres et du fanatisme. Les établissements qui émergent sont les bibliothèques chrétiennes. Au IVe siècle, la plupart des églises cathédrales en ont une, constituée principalement de livres de liturgies et d’exégèse. Des notables chrétiens conservent, quant à eux, des bibliothèques plus variées comme Origène qui fonde la bibliothèque de Césarée de Palestine qui contenait 30 000 rouleaux.

### L’héritage des bibliothèques antiques
La destruction quasi-totale des textes et des bâtiments des bibliothèques antiques fait paradoxe avec la représentation qui en reste car ces institutions et ces collections restent des modèles dans le domaine du livre et des bibliothèques. En effet, jusqu’à une période récente, l’organisation, le fonctionnement et même l’architecture des bâtiments de bibliothèques font références aux bibliothèques antiques.

## Époque médiévale
Durant le Moyen Âge les plus grandes bibliothèques sont dans le monde musulman. Le monde catholique se remet difficilement de ses différentes crises mais l’apparition des universités et des premières grandes bibliothèques princières change la donne.

### Les débuts de la chrétienté
La période de transition que représente la christianisation, les migrations germaniques et la chute de l’Empire romain d’Occident fait massivement changer la nature des bibliothèques du monde méditerranéen. En effet, hormis quelques rares conservations au Proche-Orient et dans l’Empire byzantin, la quasi-totalité des textes antiques ne survécurent pas. Mais avec la christianisation du pourtour méditerranéen apparaît un nouveau type de bibliothèques, basé sur l’usage en contexte monacal des livres saints et de leur commentaires.
Les premières communautés chrétiennes, notamment en Grèce et dans les églises orientales, disposaient de bibliothèques et d’archives. Elles constituaient une documentation composée presque exclusivement, voire totalement, de textes religieux : la Bible et les livres liturgiques, les listes des évêques, les actes synodaux, de la correspondance entre communautés, l’enregistrement des baptêmes, etc.
Néanmoins, peu de ces premières bibliothèques chrétiennes réchappèrent à la persécution de Dioclétien (303-311) qui entraina une destruction systématique de beaucoup de lieux de cultes et des livres et archives conservés en leur sein. Certaines régions ont été particulièrement touchées comme l’Italie, à Rome surtout, l’Espagne et l’Afrique. Mais le christianisme n’en perd pas pour autant tous ses textes et dès la fin du IVe siècle, Paulin de Nole finance une basilique à Nola dont on sait qu’une pièce jouxtant l’abside a vraisemblablement été réservée à une bibliothèque.
Lorsque Théodose impose le christianisme par un édit, il y a une réorganisation importante des fonds présents dans les bibliothèques. Deux sous-ensembles apparaissent : les textes en rapport avec la religion, et les autres. Cette séparation importante des sujets l’est d’autant plus que le « Livre sacré », élément central de la bibliothèque chrétienne, domine une hiérarchie des rangements qui perdure jusqu’au XVIIIe siècle. La culture séculière devient très négligée car cette religion se base sur une théorie de la Parole qui s’oppose de manière implicite à la tradition écrite.

### L’Empire byzantin

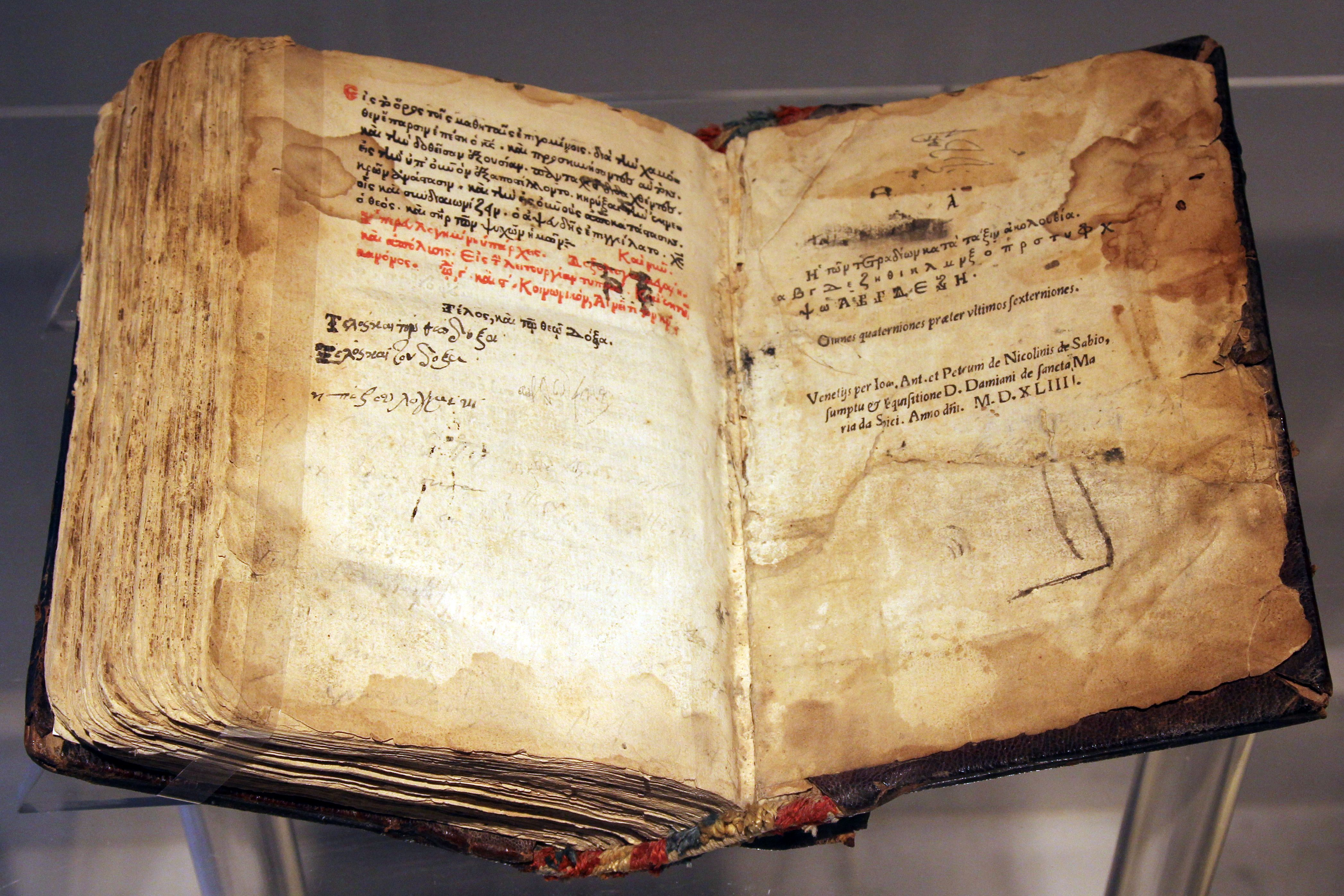
Un ouvrage manuscrit relié à la Byzantine.

Maintenant la centralisation et la culture classique en langue grecque, l’Empire byzantin continue la lancée de l’Empire romain et les empereurs et les patriarches orthodoxes entretiennent leur bibliothèques privées. Les monastères installent des ateliers de copistes qui rayonneront notamment sur le monde slave via les monastères de Kiev et de Novgorod. Les monastères de Constantinople, par l’initiative de Théodore de Studium, de Patmos, du mont Athos et du mont Sinaï deviennent des centres de cultures incontournables.
Les liens culturels avec l’occident ne sont pour autant pas complètement coupés. On note notamment des cadeaux de manuscrits grecs aux Français, dont les Œuvres du Pseudo Denys l’Aréopagite qui furent offertes en 827 à Louis le Pieux par Michel le Bègue,. Ces derniers accueillent également des moines copistes grecs avec ces livres qu’ils affectèrent à l’Abbaye de Saint-Denis.
La fin des centres culturels et de production de livres dans l’Empire romain d’Orient commença avec le sac de Constantinople de 1204. Depuis cet évènement, un vaste transfert des manuscrits grecs vers l’Italie commença. Il s’accéléra avec le temps jusqu’à la prise de la ville par les Ottomans en 1453.

### L’Occident européen
Le Moyen Âge des bibliothèques de l’occident européen peut se diviser en trois grandes périodes assez distinctes. La première, du IVe au IXe siècle voit disparaître les bibliothèques païennes antiques publiques et privées et apparaître les bibliothèques ecclésiales dans les cathédrales et les monastères. À partir des IXe et Xe siècles, ces dernières vont recommencer à s’agrandir après que les grandes migrations se soient stoppées et avec elles, la destruction des monastères et des centres religieux. Enfin, au XIIIe siècle les universités, l’extension des milieux lettrés et l’évolution de la production du livre vont influer une profonde modification de l’organisation des bibliothèques, sauvegardant et remettant en avant la culture classique préservée dans les milieux monastiques et promouvant les nouveaux savoirs des langues vernaculaires ainsi que le savoir religieux.

#### L’apparition des bibliothèques ecclésiastiques

##### DuVIeauIXesiècle
La question de la conservation des textes profanes fait de moins en moins face à l’hostilité des chrétiens grâce à la christianisation de l’Empire romain. Le latin étant la langue officielle de l’Église, cela suffit pour intéresser les clercs et les pousser à re-explorer les sources classiques.

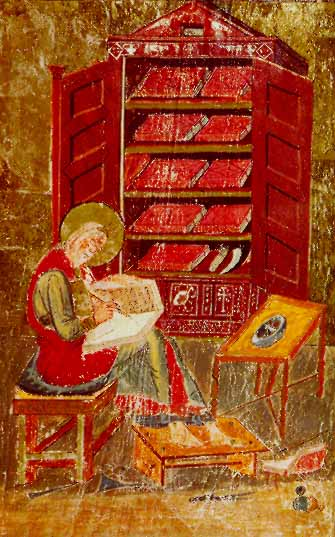
Cassiodore dans sa bibliothèque du monastère de Vivarium.

Les bibliothèques ecclésiastiques sont constituées initialement comme des collections utilitaires pour les cérémonies liturgiques organisées par les clercs et les moines ainsi qu’en lien avec les programmes d’enseignement des écoles religieuses, épiscopales et monastiques. Les différents mouvements monastiques auront des politiques différentes quant à leurs rapports aux textes. Par exemple, Cassiodore donna une règle de conservation des textes lorsqu’il fonda le couvent de Vivarium en 546, elle indiquait la transcription des textes autant religieux que profanes pour la constitution de la bibliothèque monacale. On trouve aussi la règle de saint Benoît qui aura une influence très importante dans la constitution de ces bibliothèques. En effet, un grand nombre de congrégations en sont issues et suivent cette règle qui enjoint de lire des livres sacrés et de mettre en place des bibliothèques adjointes d’un scriptorium.
Ce modèle du monastère lieu de production de copie s’exporte avec la christianisation de l’Angleterre et de la Germanie notamment. On voit ainsi Augustin de Canterbury et ses successeurs apporter des manuscrits depuis Rome à Canterbury, mais également Colomban, venu d’Irlande, fonder l’abbaye de Luxeuil, dont sont issus les monastères de Saint-Gall et de Saint-Riquier, tous lieux pourvu d’atelier de copistes reconnus. Celui de Saint-Gall est une place importante des échanges des textes, tenue par des moines irlandais et anglo-saxons, sa bibliothèque est enrichie d’acquisitions provenant d’Angleterre, d’Espagne, d’Irlande et d’Italie. Le monastère de Bobbio, également colombanien, indique dans des règles de 835 que le bibliothécaire a la responsabilité et la garde des livres mais aussi la direction des copistes. En Germanie, c’est le monastère de Fulda, abbaye principale de la région, qui dispose d’un important scriptorium, actif dès le VIIIe siècle.
La fin de la mise en place des bibliothèques ecclésiastiques intervient avec la Renaissance carolingienne qui s’opère du milieu du VIIIe siècle à la fin du IXe siècle. Ce mouvement d’abord religieux démarre avec une réorganisation des écoles épiscopales et monastiques, qui impacte le fonctionnement de leurs bibliothèques, et s’étend à la culture profane, impliquant un changement de regard sur cette dernière. On tend à sauver les textes antiques, à les copier et à les diffuser avec une nouvelle écriture, la caroline.
Ce mouvement fait apparaître des nouvelles figures d’érudits qui influenceront beaucoup les pratiques de leurs contemporains, comme Loup de Ferrière qui collectionne les textes classiques et ecclésiastiques, ou bien encore Paul Diacre, venu d’Italie auprès de Charlemagne, et Alcuin, d’Angleterre auprès du même. Ces deux moines organiseront l’école du Palais et poursuivront la réforme de l’écriture. Alcuin, nommé abbé de Saint-Martin de Tours, y développe la bibliothèque, l’école monastique et l’atelier de copiste en s’inspirant des modèles qu’il a connu en Angleterre. Ces réorganisations se diffuseront également dans les autres abbayes royales de Corbie et de Saint-Denis.
Enfin, cette révolution, et surtout via les copistes de l‘époque, a permis de conserver une partie de la culture antique. On y notera les plus anciens exemplaires connus des Annales de Tacite dans des manuscrits du IXe siècle de l’abbaye de Corbie et du XIe siècle de l’abbaye du mont Cassin. Sa Germanie, elle, provient d’un seul manuscrit, le Codex Herfeldensis, venant de Fulda, écrit vers 830, et découvert par Poggio Bracciolini, en 1425 à Herfeld. Tous les textes de Lucrèce sont issus d’un manuscrit du IXe siècle de l’abbaye de Mayence et d’un manuscrit du Xe siècle de celle de Saint-Bertin. Mais il y a aussi de nombreux cas de palimpsestes comme le Plaute et l’Énéide de la Bibliothèque Ambrosienne, qui datent du Ve siècle et qui furent effacés pour écrire le Livre des Rois et des textes arabes.

##### DuXeà la fin duXIIesiècle

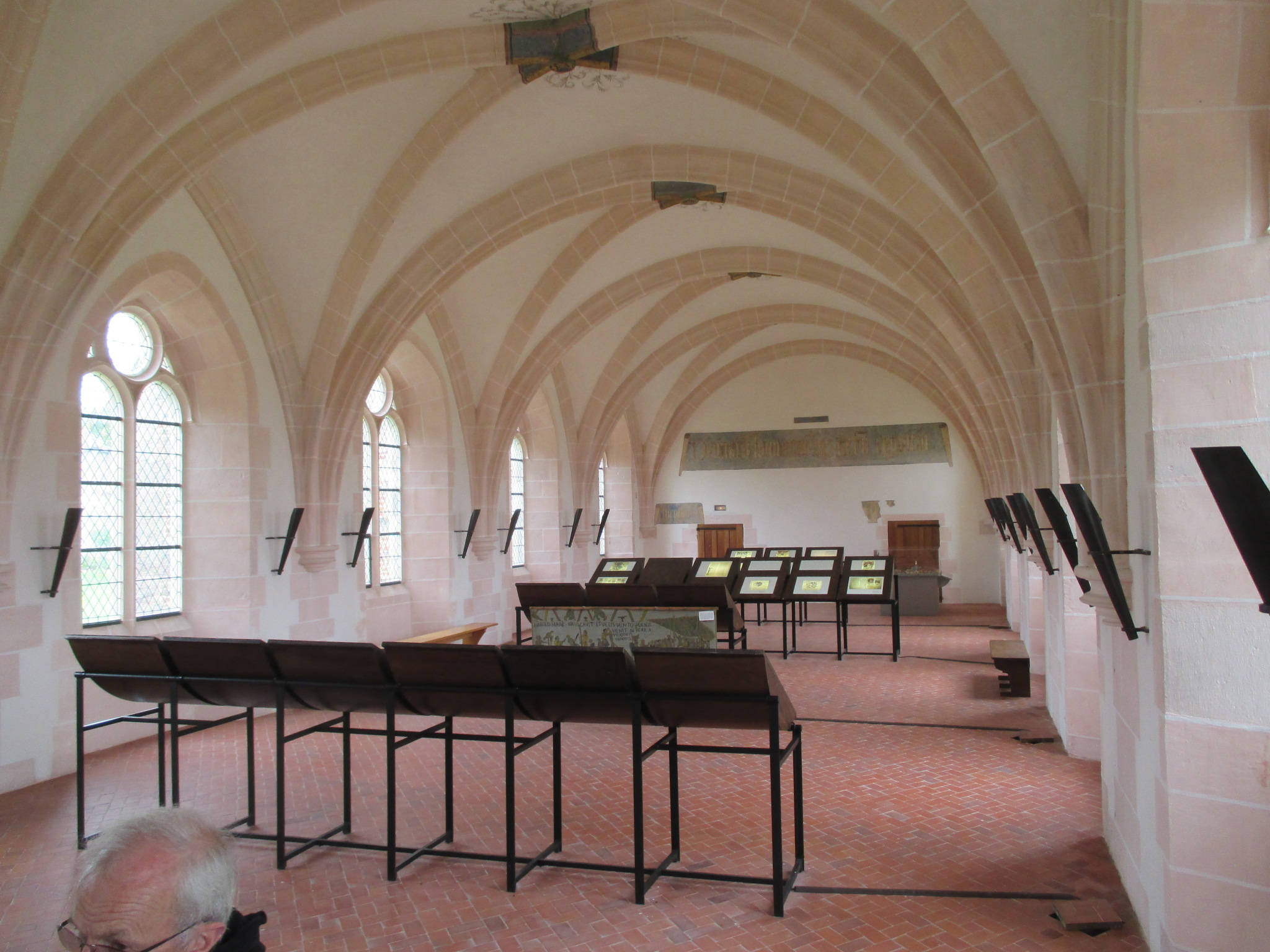
Bibliothèque de l’abbaye de Cîteaux terminée en 1509.

Entre les Xe siècle et XIIe siècle, c’est l’apogée des institutions monastiques. Elles se relèvent des invasions normandes, hongroises ou encore sarrazines. Plusieurs nouveaux ordres comme ceux de Cîteaux et de Cluny essaiment dans toute l’Europe et axe une partie significative de leur activité sur la copie de texte. Des traces architecturales sont d’ailleurs encore visibles à l’abbaye de Cîteaux puisqu’un petit cloître contigu au cloître traditionnel est bordé des cellules des copistes construites au XIIIe siècle et qui seront modifiés au XVe siècle lorsque fut construit au-dessus la grande bibliothèque du monastère. On sait d’ailleurs que les échanges et les prêts de manuscrits furent très fréquents entre les différents lieux de cet ordre.
L’activité monastique est pas mal accompagnée par le livre : office, méditation, étude, lecture dans le cloître, dans le chapitre et au réfectoire. Le manuscrit est d’usage fréquent et est conservé dans plusieurs lieux appelés armaria. Ce sont des coffres, des niches, des armoires ou des pièces dédiées, des réserves, où les ouvrages sont stockés et rangés à plat. Ils sont sous la responsabilité du bibliothécaire qui en dresse l’inventaire et enregistre les prêts. Ce rôle est central durant tout le Moyen Âge car ce dernier est responsable de l’orthodoxie et de l’intégrité matérielle des collections qui sont limitées en taille, en effet, les manuscrits sont rares et coûteux. L’abbaye de Cluny, qui étaient une des plus riches, ne disposait que de 570 manuscrits à la fin du XIIe siècle. Les règles d’usages dépendent des ordres, mais on note globalement deux pratiques de la lecture personnelle des moines : l’application stricte de la règle de saint Benoît qui prescrit le prêt d’un seul livre au début du Carême à chaque moine et qu’il devait lire entièrement et le restituer à la fin de l’année, ou bien le libre service dans l’armarium au gré des envies et des besoins.
En parallèle de cette activité monastique, un certain nombre de bibliothèques sont fondées en dehors des monastères par les évêques en même temps que des écoles. Les plus connus à l’époque sont celle d’Hincmar à Reims, mais aussi des villes de Chartres, Beauvais et Rouen. C’est d’ailleurs à la fin de cette période qu’un basculement s’opère. Au XIe et XIIe siècles, les écoles de cathédrales, directement sous les contrôles des évêques, se développent au détriment des monastères. Les bibliothèques associées s’enrichissent alors et notamment par des dons comme celui de Pierre Lombard fait à la bibliothèque de la cathédrale Notre-Dame de Paris.

#### L’apparition des bibliothèques universitaires

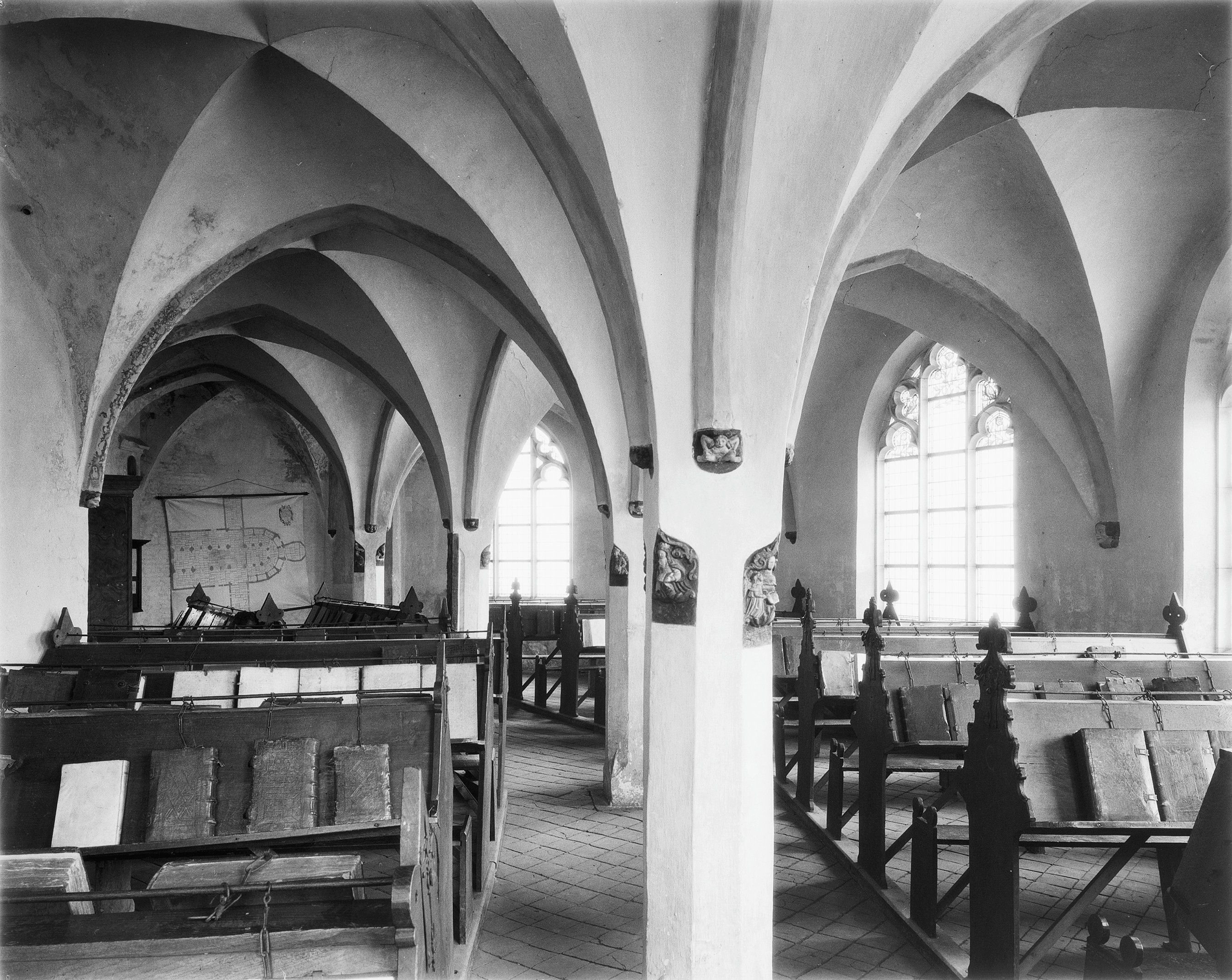
La Librije de Zutphen et ses pupitres à livres enchainés.

Au XIIIe siècle apparaissent les grandes universités européennes. Ces institutions vont avoir un grand impact sur la vie du livre au Moyen Âge car elles vont décentrer la vie intellectuelle des monastères et des cathédrales. Les bibliothèques et les ateliers de copistes tenus par des laïcs se multiplient autour de cette nouvelle organisation de la production du savoir. L’instruction se répand parmi ces derniers. Néanmoins, c’est aussi à cette période que les ordres mendiants des Carmes, des Dominicains et des Franciscains sont fondés. Ces ordres tournés vers l’étude se constituent également de riches bibliothèques.
Les méthodes d’enseignement différent de celles des écoles ecclésiales et des monastères, en effet, la lecture commentée (la lectio) devient la pratique centrale des universités souvent suivi de la dispute (la quaestio). Cela implique nécessairement un livre et les étudiants étant de plus en plus nombreux pour des ouvrages manuscrits toujours aussi rares et coûteux, et fait émerger des bibliothèques communes au sein de ces nouveaux lieux d’enseignement. Elles apparaissent en premier au sein des collèges, qui forment l’armature de l’université.
On atteste la création des bibliothèques universitaires à partir du XVe siècle notamment à Avignon, Caen et Orléans. Et à la fin de ce siècle, ce type de bibliothèque va s’enrichir considérablement au point de devenir parmi les plus grosses collections de manuscrits : à Oxford, le collège de Merton compte 1200 manuscrits ; à Prague, le collège de la nation de Bohème en contient, lui, 1500 ; à Paris on atteste dès 1338 que la bibliothèque du collège de Sorbonne dispose de 1720 manuscrits. Toujours en France, le collège de Navarre à Paris et le collège de Foix à Toulouse sont aussi connus pour l’importance de leurs bibliothèques.
Aussi, les bibliothèques universitaires apportent un changement majeur dans la spacialisation des bibliothèques. Là où elles étaient surtout des lieux de stockage des livres, d’ailleurs rarement unique au sein d’un monastère, elles deviennent des salles de lectures libres, silencieuses et beaucoup plus lumineuses. Cela s’accompagne d’une mutation du mobilier. En effet, les livres devant être accessibles mais non dérobables ils sont enchainés à leurs bibliohèques. À la fin du XIIIe siècle, c’est 300 usuels enchaînés à 28 pupitres inclinés qui sont présents à la bibliothèque de la Sorbonne, en 1320 c’est celle d’Oxford qui s’équipe ainsi. Mais cette mode se diffuse dans tout l’Occident et il reste encore beaucoup de traces de cette pratique, à la Bibliothèque Malatestiana à Césène (Italie) et la Librije de Zutphen (Pays-Bas) conservent encore des pupitres à livres de cette époque, ils sont parmi les plus anciens. En France, il reste de nombreux fragments de chaîne sur des manuscrits, et ces pupitres sont constasté à Cluny et dans les bibliothèques dominicaines et les collèges.
Ces meubles conditionnent même les plans des bibliothèques du XIVe au XVIe siècle. Il faut en effet éclairer latéralement ce mobilier pour faciliter la lecture, alors on les dispose en rangées et on fait correspondre une fenêre pour chaque travée. Les bibliothèques d’Oxford et de Cambrige conservent ce plan, et montre ce qu’étaient celles des collèges de Navarre, de Clermont et de la Sorbonne. À cela s’ajoute un autre aspect des bibliothèques médiévales européennes, comme les livres sont attachés aux pupitres, il reste de la place sur les murs qui sont alors décorés. Il ne reste que très peu de spécimens de ces décorations, mais on peut citer celui de la bibliothèque du chapitre du Puy dans le cloître de la cathédrale où sont représentés les Arts libéraux. Les vitraux étaient également lieux de décorations et même s’ils ont également presque tous disparus, à Chartres la chapelle Saint-Piat réutilise des vitraux qui correspondent aux mêmes thèmes que ceux du Puy, avec les mêmes inscriptions. Peints sur les murs ou les vitraux, ces ornements sont les projections des classements méthodiques des bibliothèques qu’ils décorent.
L’usage fait de la bibliothèque universitaire une bibliothèque de référence, appelé en latin magna libraria ou libraria cummunis, ouverte à un public plus divers et qui s’intéresse à plus de disciplines que les ecclésiastiques qui ont des fonds prédominants en liturgie et en ascèses. Cette variété nécessite de nouveaux outils de travail : La cotation  est développée de même que le classement systématique, les catalogues sont également plus accessibles, parfois muraux comme vu plus haut, et deviennent collectifs.

## Époque moderne (jusqu’en 1815)

### L'Occident européen

#### XVeetXVIesiècles
En Europe, les XVe et XVIe siècles constituent des temps marqués par d’importants bouleversements qui ébranlent les institutions de pouvoir et de savoir. Les guerres d’Italie, la Réforme protestante de même que les guerres de religion qui s’ensuivent influencent grandement le paysage politique de l’époque. Sur les plans artistique et culturel, une quête d’érudition généralisée se développe aussi avec l’apparition de l’imprimerie de Gutenberg ainsi qu’avec la redécouverte de textes antiques, textes qui font naître et connaître le mouvement de l’humanisme. Ainsi, dans cette période où savoirs et pouvoir sont en pleine mutation, le rôle des bibliothèques s’affirme et s’impose auprès de divers publics. 

##### Les bibliothèques princières
Du côté des individus, l’attrait pour les livres et la recherche de connaissances se laisse entrevoir par la constitution d’imposantes bibliothèques et collections privées.
Au sein de la royauté et des grandes familles européennes, on retrouve d’importantes bibliothèques royales et princières. Celles-ci sont généralement de grande taille et renferment des collections impressionnantes dont la valeur peut s’élever à des milliers de ducats. Dans les familles royales tout comme chez les humanistes, les bibliothèques sont liées à une dimension de représentation politique, à une affiliation aux modèles antiques ainsi qu’à une « lutte pour se constituer les bibliothèques les plus riches, et pour s’attacher les services des savants les plus célèbres ».
À ce titre, la bibliothèque d’Urbino de Frédéric III de Montefeltro, duc d’Urbin, constitue l’une des bibliothèques privées les plus prestigieuses de l’Italie renaissante. Grandement louée par le libraire Vespasiano da Bisticci dans son ouvrage les Vite, la bibliothèque d’Urbino renferme à la fois des classiques latins, des ouvrages religieux, des traités et livres scientifiques, des œuvres littéraires modernes, des œuvres grecques ainsi que des œuvres en hébreu. Ces collections sont organisées et hiérarchisées selon un catalogue propre à son propriétaire, mais inspiré du canon de la bibliothèque intellectuelle humaniste. On estime que le duc d’Urbin a investi près de 3000 ducats pour la constitution de sa bibliothèque et qu’il employait près d’une quarantaine de copistes. En raison de la grande valeur patrimoniale qu’on y accorde, la bibliothèque d’Urbino est encore aujourd’hui conservée à la Bibliothèque du Vatican. 

Du côté français, on retrouve aussi d’importantes collections privées au sein de la royauté. L’exemple des bibliothèques des princesses de Navarre permet d’illustrer l’importance des bibliothèques dans l’exercice d’un pouvoir en marge : celui des femmes. En effet, la pratique de la bibliothèque constitue une « tradition féminine ancestrale et dynastique » dans la lignée de Marguerite de Navarre et des dames d’Albret. La bibliothèque est léguée aux femmes d’une génération à une autre de manière que sa collection s’enrichisse au fil du temps, jusqu’à constituer une forme de « généalogie livresque ». La bibliothèque se constitue alors à la fois comme un héritage et un instrument de la connaissance. Elle est un lieu d’apprentissage, mais aussi de conversation et de manifestation du pouvoir politique :
Au cœur de son existence, entourée d’une brillante cour lettrée, Marguerite de Navarre constitue une « chambre de la librairie » inédite dans sa forme (son espace et son décor) ainsi qu’un riche « Cabinet de la Royne ». Des bibliothèques, des cabinets d’étude et autres « garde-robes » où les livres passent d’une pièce l’autre. Autant d’espaces dévolus à la conservation des objets et du mobilier d’écriture et de lecture servant aux usages lettrés de la reine dans un décor relevant de l’esprit.
Une attention particulière est alors accordée au design de la bibliothèque en lien avec ses fonctions de conservation, mais aussi de partage et de lieu social.

##### Les bibliothèques privées
De telles bibliothèques ne sont pas toutefois pas réservées à la royauté : on retrouve aussi d’importantes bibliothèques professionnelles ou privées ayant appartenu entre autres à des médecins, des juristes ou des marchands.
Dans son étude des bibliothèques parisiennes du XVIe siècle, Roger Doucet distingue deux groupes de publics : un premier appartenant à la bourgeoisie et à l’élite intellectuelle et un second composé d’érudits et de théologiens. L’un et l’autre de ces groupes se voient privilégier des collections différentes : le premier étant davantage porté vers les ouvrages professionnels et le second, « plus [avide] de se procurer des livres que [pourvu] de ressources suffisantes pour les acquérir », plutôt porté vers une diversité d’ouvrages. On constate dès lors le rôle que jouent l’appartenance sociale et le milieu socio-économique dans la constitution des bibliothèques privées.
Également, un fait important à noter est que, si l’imprimé apparaît en Europe vers le milieu du XVe siècle, il prend près d’un demi-siècle à s’imposer dans les bibliothèques. En effet, le manuscrit continue d’occuper la place principale dans les collections jusqu’aux premières décennies du XVIe siècle. L’importance accordée au livre par les humanistes explique en partie ce phénomène : loin d’être considéré comme un objet banal, le livre doit conserver une forme particulière.

##### Bibliothèques communautaires: un pas vers des bibliothèques publiques
En plus des bibliothèques princières et privées et en parallèle au développement des bibliothèques universitaires du XVe siècle, on voit aussi apparaître des bibliothèques dites communautaires.  Ces dernières appartiennent généralement à des ordres religieux, bien qu'elles puissent aussi constituer des initiatives particulières. À l'origine, il s'agit surtout de collections privées comme celles décrites ci-haut, mais qui sont rendues accessibles au public selon le principe de l’évergétisme :
Avec l’évergétisme, un « grand » met sa bibliothèque à disposition d’une communauté ou collectivité donnée, en principe sa commune d’origine, généralement par le biais d’une maison religieuse. Ce modèle essaime dans un certain nombre de villes, où les bibliothèques princières peuvent s’ouvrir au public, et où les collectionneurs lèguent leurs livres à telle ou telle communauté à condition de les rendre publics. 
Plusieurs bibliothèques importantes voient ainsi le jour au cours de la Renaissance dont la Bibliotheca Corviniana en Hongrie (1472), la Biblioteca Marciana à Venise (1468), la bibliothèque Malatestiana en Italie (1452) ainsi que la Biblioteca Medicea Laurenziana à Florence (1571). 
Enfin, on note que les bibliothèques de l’époque reposent principalement sur un système de legs : « Une bibliothèque de chapitre n’avait pas de crédits d’achat de livres et […] se contentait de dons. L’enrichissement des bibliothèques de collectivité était donc en corrélation étroite avec la composition des bibliothèques privées. »
Ainsi, on remarque que les intérêts des particuliers (qu’ils fassent partie de la royauté, de l’élite intellectuelle ou des humanistes) sont au cœur du développement des bibliothèques européennes des XVe et XVIe siècles. 

## Époque contemporaine (depuis 1815)
Les changements politiques et socioculturels du XIXe siècle entraînent une demande croissante de lecture, instructive ou récréative. Les bibliothèques dites « populaires » sont alors constituées pour tenter de répondre à ces besoins.